# Naundorfer Straße (Dresden)
Die Naundorfer Straße im Dresdner Stadtteil Mickten ist Teil einer Nebenverkehrsader zwischen der Trachauer Straße und dem Zugang zur Lommatzscher Straße.

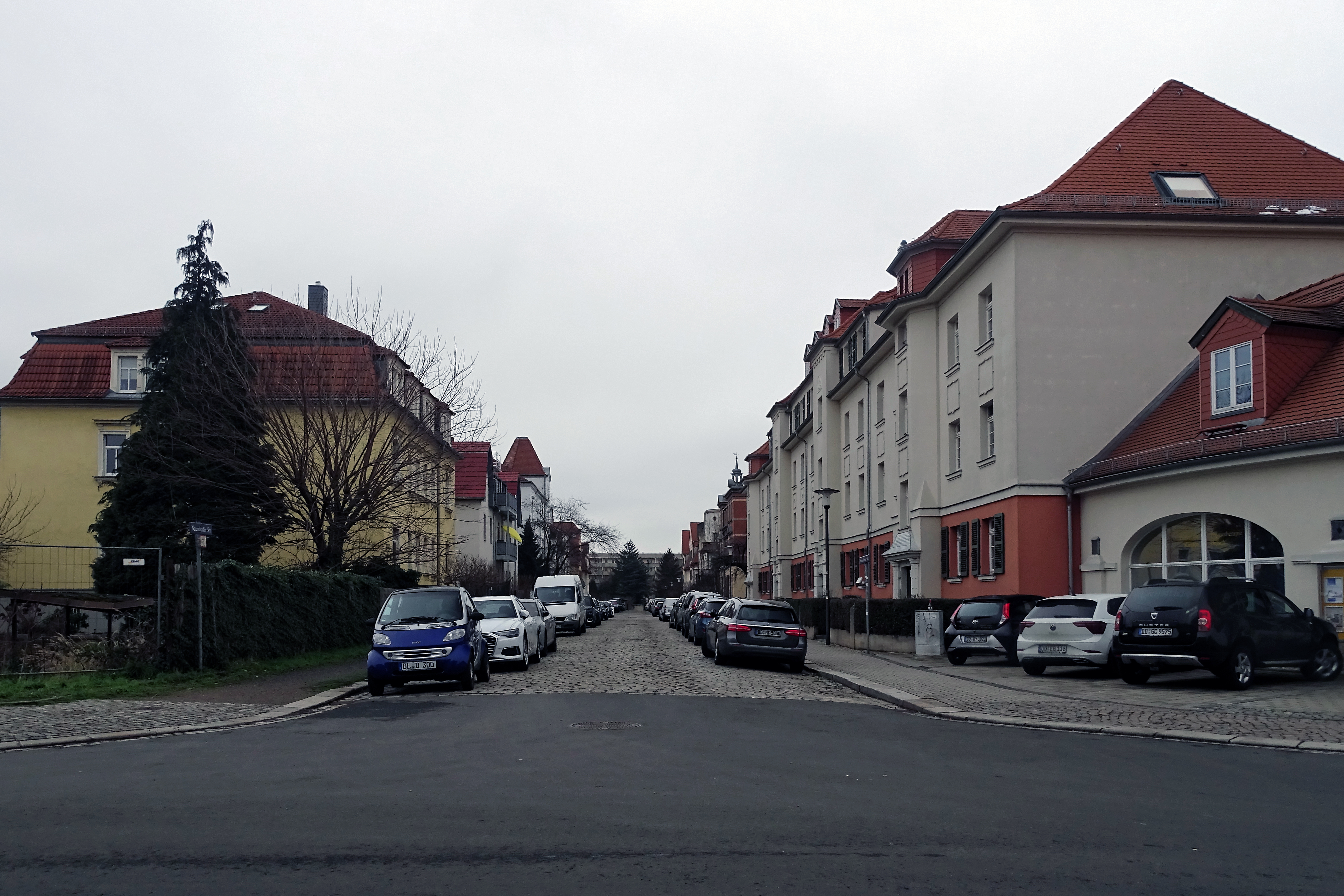
Naundorfer Straße

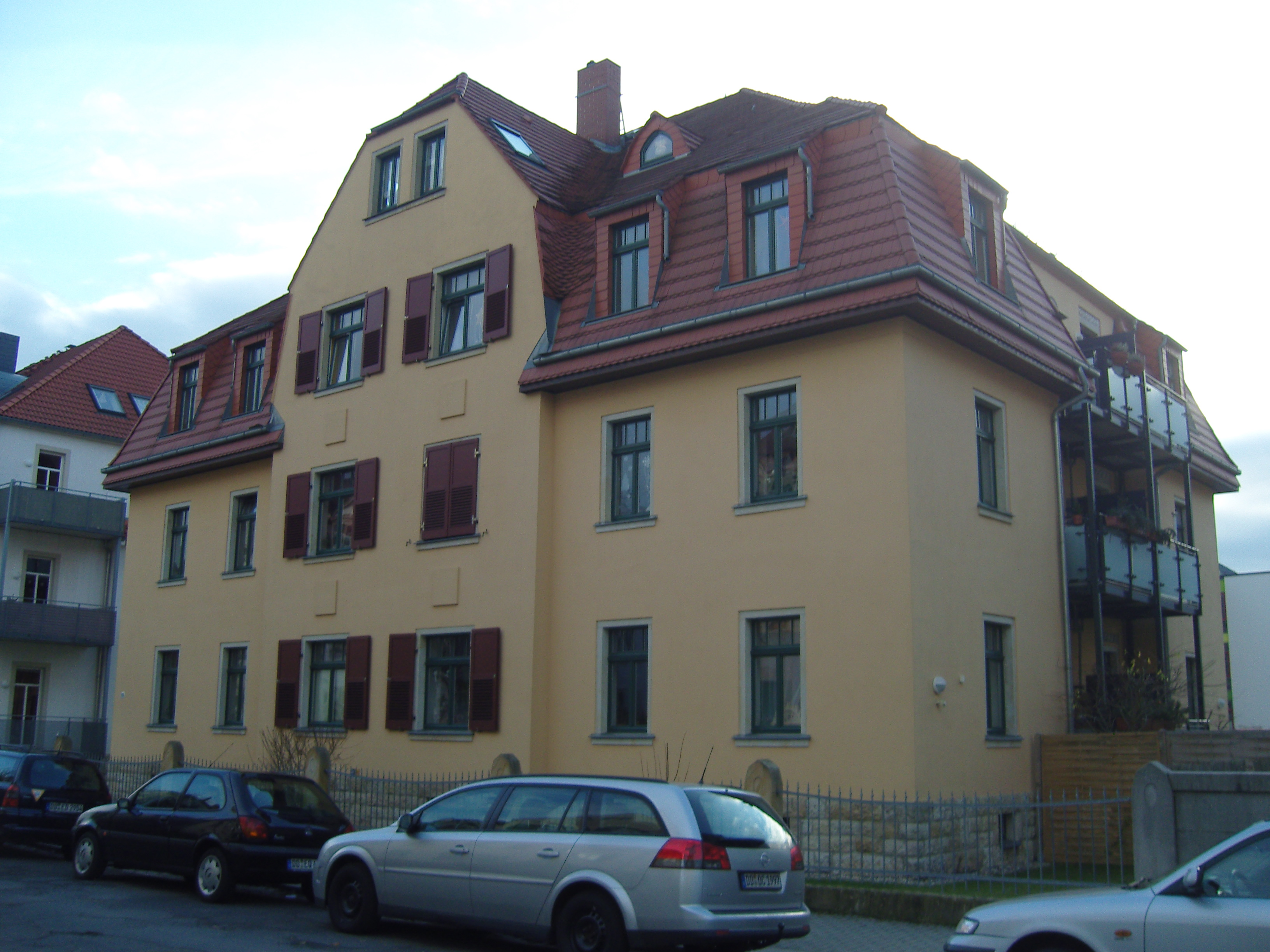
Naundorfer Str. 19

## Lage
Im Norden von Dresden befindet sich die heutige 290 Meter lange Naundorfer Straße, beginnend an der Einmündung von der Trachauer Straße bis zum Fußweg zur Lommatzscher Straße. Die Naundorfer Straße verläuft von Richtung Mickten nach Kaditz und kreuzt dabei die Hauptmannstraße.

## Geschichte
Nach der Eingemeindung von Pieschen im Sommer 1897 wurde auch das Dorf Mickten am 1. Januar 1903 nach Dresden eingemeindet. Somit mussten fast alle durchgängigen Straßen von Mickten wegen des Vorhandenseins gleichnamiger Straßen umbenannt werden. Als im Jahr 1900 die Bebauung der Straße begann, trug sie den Namen Kaditzer Straße, weil diese von Mickten nach Kaditz verlief. Die ersten mehrgeschossigen Wohngebäude wurden vom Bauunternehmer Gotthilf Müller (Nummer 15) und Gustav Paul Jungfer (Nummer 18 und 20) erbaut. Mit der Eingemeindung erhielt die Kaditzer Straße den Namen Naundorfer Straße, benannt nach Naundorf bei Kötzschenbroda, heute ein Radebeuler Stadtteil. Die weiteren Gebäude wurden 1910 und 1914 sowie ab 1920 von der Wohnungsbaugenossenschaft durch den Micktener Bauunternehmer Max Eichler (1880–1958) und dessen Sohn Herbert Eichler (1906–1987) errichtet. Die im Jahr 1954 gegründete Arbeiterwohnungsbaugenossenschaft (AWG) übernahm alle Gebäude, Trägerbetrieb war der VEB Transformatoren- und Röntgenwerk Dresden. Auf der Liste der Kulturdenkmale des heutigen Stadtteils Mickten sind die Wohnhäuser Naundorfer Straße Nr. 10, 12, 14, 16, 18, 19, 22 und 24 der 1925/26 durch die Wohnungsbaugenossenschaft für Dresden und Vororte errichteten Wohnanlage Naundorfer Straße erfasst.